# Arthur Edwin Kennelly
Arthur Edwin Kennelly (Colaba, Bombay, 17 de diciembre de 1861-Boston, Massachusetts, 18 de junio de 1939) fue un físico e ingeniero eléctrico inglés. Al ser su padre, David Joseph Kennelly, un oficial de la marina, el lugar nacimiento de Arthur E. Kennelly vino dado por causas de fuerza mayor.

## Biografía

### Primeros años
Kennelly nació en Colaba, cerca de Bombay en la India y fue educado en la University College School de Londres. Era hijo de David Joseph Kennelly (1831-1907), un oficial irlandés capitán de barco y de Catherine Gibson (1839-1863). Su madre murió cuando él tan sólo contaba con tres años de edad. Tras jubilarse su padre en 1863, la familia regresó a Inglaterra. En 1878, su padre volvió a casarse con Ellen L. Vivian, mudándose a Sydney, en la isla Cape Breton de Nueva Escocia, cuando asumió el control la ciudad y de la Louisbourg Coal and Railway Company Limited. A raíz de las nuevas nupcias de su padre, Arthur tuvo cuatro hermanastros: Ziadia Kennelly (1881), Davides Jr. Kennelly (1882), Nell K. Kennelly (1883) y Spencer M. Kennelly (1885).

### Estudio y trabajo
A los 14 años dejó los estudios y entró en la Oficina de Londres de la Sociedad de Ingenieros Telegráficos (posteriormente sería la Institución de Ingenieros Eléctricos). Allí encontró una biblioteca, donde aprovechaba todo su tiempo libre para estudiar electro-física.

### Edison y más
Estuvo en el laboratorio West Orange de Thomas Edison desde diciembre de 1887 hasta marzo de 1894. En 1893, durante su investigación en ingeniería eléctrica, presentó un documento sobre la "impedancia" al Instituto Americano de Ingenieros Eléctricos (IEEE). Investigó el uso de los números complejos en relación con la ley de Ohm en la corriente alterna dentro de la teoría de circuitos. 
En 1902 investigó las propiedades eléctricas en la propagación de ondas de radio por la ionosfera. Sus conclusiones, en cuanto a la existencia de una zona atmosférica ionizada favorable a la propagación de estas ondas, fueron semejantes a las del físico británico Oliver Heaviside. Esta zona se encuentra entre los 90 y los 300 km de altura y recibe el nombre de Capa Kennelly-Heaviside en honor a ambos investigadores.
Desde 1902 hasta 1930 trabajó como profesor de ingeniería eléctrica en la Universidad de Harvard y como adjunto en el Instituto de Tecnología de Massachusetts desde 1913 hasta 1924. Uno de los estudiantes de este instituto fue Vannevar Bush.
Kennelly recibió reconocimientos de su trabajo desde distintas instituciones de muchos países, entre los que cabe destacar:
- 1887 "Premio de la Institución IEE"
- 1917 "Medalla de Oro de Howard Potts del Instituto Franklin", en el campo de ingeniería
- 1933 "Medalla Edison" del AIEE, ahora Instituto de Ingenieros Eléctricos y Electrónicos
- "Cruz Chevalier de la legión de Honor de Francia"

La Medalla de Edison se la dieron "por los meritorios logros en la ciencia eléctrica, la ingeniería eléctrica y las técnicas eléctricas, como ejemplo a sus contribuciones a la teoría de la transmisión eléctrica y al desarrollo de estándares eléctricos internacionales". El mismo instituto ya le había concedido el año anterior la "Medalla de Honor" "por sus estudios de los fenómenos de la propagación de ondas radio de y sus contribuciones a los métodos de análisis en la teoría y en la medida de la corriente alterna que son ampliamente utilizados en la actualidad". A él se debe la aplicación de la teoría de los números complejos al análisis de circuitos en alterna, así como las ecuaciones de transformación de cargas en estrella y en triángulo (teorema que lleva su nombre).
Kennelly fue un participante activo en organizaciones profesionales tales como la "Sociedad para la Promoción del Sistema Métrico de Pesos y Medidas", de la "Sociedad de la Ingeniería del Alumbrado" y del "Comité Nacional de ESTADOS UNIDOS de la Comisión Electrotécnica Internacional". También fue presidente del AIEE y del "Instituto de Ingenieros de la Radio", durante el período de 1898 a 1900 y en 1916, respectivamente.